# Мадре-де-Дьйос (річка)
Мадре-де-Дьйос (ісп. Río Madre de Dios), Амарупа Маю (кічуа Amarupa mayu) — річка довжиною 1150 км, ліва притока річки Бені, басейну Мадейри → Амазонки. Річка перетинає територію Болівії та Перу. Витік знаходиться у Перуанських Андах на території регіону Мадре-де-Дьйос, протікає 640 км по території Перу, після чого потрапляє на болівійську територію біля містечка Пуерто-Хет, де впадає у річку Бені, яка згодом, вже на території Бразилії, зливаючись із річкою Маморе, утворюють річку Мадейру, та пізніше впадає до річки Амазонки.
Мадре-де-Дьйос є важливим водним шляхом регіону Мадре-де-Дьйос. На її берегах розташовані плантації манго та райони добування золота. Крім того, тут розташовані інші сільськогосподарські райони, що викликають помітні проблеми для довкілля. На берегах річки розташовані кілька національних парків та резервів, зокрема Національний парк Тамбопата-Кандамо, Національний парк Ману і Резерв Бауата-Моене.
Мадре-де-Дьойос є головною річкою, що стікає з цього району, та є частиною басейну західної Амазонки.